# 阿基米德浮體原理

示意圖

阿基體原理（或直接稱為阿基米德原理或浮力原理）是阿基米德发现的原理。該原理是说，浸在流体中的物体（全部或部分）受到豎直向上的浮力，其大小等于物体所排开流体的重力。其公式为F浮力=G排開流體，公式可進一步化為F浮力=ρ流體×g×V排開流體。因為不一定作为一個理論中的「原理」，所以阿基米德原理亦稱為阿基米德定律。阿基米德浮体原理是流体力学的一个基本原理，适用于一切“全部”或“部分”浸入均勻液體的狀況。

## 发现
相传叙拉古的赫农王让工匠替他做了一顶纯金的王冠。但是在做好后，遭人密報国王，金冠并非纯金制作，因為工匠用白銀來偷工減料，但这顶金冠确与当初交给金匠的纯金一样重，盛怒的国王，被迫请来阿基米德检验。
由於不能毀壞王冠，阿基米德冥想多日，却无计可施。一天，他在家洗澡，当他跳进澡盆时，看到水往外溢，突然開悟，可以用测定固体在水中排水量的办法，来确定金冠的比重。他兴奋地跳出澡盆，连衣服都顾不得穿上就跑了出去，大声喊着“「尤里卡，尤里卡！」（希臘語:εύρηκα，意即「發現了」）”
阿基米德来到了王宫，把王冠和同等重量的纯金，放在两个水盆中，比较两盆溢出来的水，发现放王冠的盆中溢出来的水比另一盆多。这就说明王冠的体积，比相同重量的纯金的体积大，即密度不相同，证明了王冠並非純金，揭露了金匠的欺君之罪。
这次试验的意义非常重大，阿基米德从中发现了浮力定律（阿基米德原理）：物体在液体中所获得的浮力，等于物体所排出液体的所受的重力。此一成就影響後世至深，遠勝揭露金匠的舞弊。

## 相關
- 浮力
- 流体力学
- 阿基米德

## 腳注
1. ↑  Acott, Chris. . South Pacific Underwater Medicine Society journal. 1999, 29 (1)  [2009-06-13]. ISSN 0813-1988. OCLC 16986801. （原始内容存档于2011-04-02）.